# Адієв Магомед Мусаєвич
Магомед Мусаєвич Адієв (рос. Магоме́д Муса́евич Ади́ев; нар. 30 червня 1977, Грозний, Чечено-Інгушська АРСР, РРФСР, СРСР) — російський футболіст, що виступав на позиції нападника, та футбольний тренер. З 27 квітня 2022 року — головний тренер національної збірної Казахстану.

## Життєпис

### Ігрова кар'єра
Уродженець Грозного Адієв почав кар'єру у 16 років у команді «Інгушетія» (Назрань). Потім виступав за «Анжі». У 1999 році дебютував у вищій лізі в складі ЦСКА. Дебют відбувся 3 квітня 1999 року в матчі 1-го туру ЦСКА — «Крила Рад». По ходу сезону перейшов у саратовський «Сокіл». У тому ж 1999 році провів 4 гри за олімпійську збірну Росії, забивши 2 м'ячі.
У 2000 році Адієв виступав за дубль московського «Спартака», після чого перейшов до «Анжі». Потім знову повернувся до Саратова і два сезони виступав за «Сокіл». У 2004 році опинився у «Тереку». Сезони 2004/05 і 2005/06 років Адієв провів у чемпіонаті України, виступаючи за «Кривбас». У футболці криворізького клубу дебютував 1 березня 2005 року у програному (0:2) виїзному поєдинку 16-го туру вищої ліги чемпіонату України проти київського «Динамо». Магомед вийшов на поле на 60-ій хвилині, замінивши Тараса Кабанова. Дебютним голом у футболці «Кривбаса» відзначився 13 березня 2005 року на 53-ій хвилині програного (1:3) виїзного поєдинку 18-го туру вищої ліги чемпіонату України проти луцької «Волинь». Адієв вийшов на поле у стартовому складі та відіграв увесь поєдинок. За час свого перебування у криворізькій команді у чемпіонаті України зіграв 31 матч та відзначився 6-ма голами, ще 5 поєдинків у футболці «Кривбаса» провів у Кубку України. У 2006—2008 роках виступав за клуб «Терек», з яким в 2007 році вдруге вийшов у Прем'єр-лігу.

### Тренерська кар'єра
Після завершення сезону 2008 року перейшов у клуб «Нижній Новгород», де провів один сезон, після чого завершив кар'єру і працював тренером нападників клубу «Нижній Новгород». У січні 2011 року очолив молодіжний склад нижегородської «Волги». У 2013—2016 роках тренував резервну команду «Терека» до моменту її розформування.
13 червня 2017 року призначений головним тренером махачкалінського клубу «Легіон Динамо».
4 червня 2018 року призначений головним тренером «Анжі». 31 березня 2019 року, після розгромної поразки від «Краснодара», Адієв подав у відставку, однак керівництво клубу її не прийняло. Після закінчення сезону покинув клуб.
14 листопада 2019 року підписав півіторарічний контракт з клубом ФНЛ «Чайка» (Піщанокопське). Він покинув «Чайку» за взаємною згодою 5 лютого 2021 року.
16 квітня 2021 року очолив казахстанський клуб «Шахтар» (Караганда).
27 квітня 2022 року Магомеда Адієва призначили головним тренером національної збірної Казахстану.

## Досягнення
- Перший дивізіон чемпіонату Росії
  -  Чемпіон (2): 2004, 2007